# Vrangel-sziget
A Vrangel-sziget (oroszul Остров Врангеля) a Jeges-tenger egyik szigete a Kelet-szibériai-tenger és a Csukcs-tenger között, Oroszország északkeleti részén. Közigazgatásilag a Csukcs Autonóm Körzethez tartozik. A közeli Herald-szigettel együtt 1976 óta természetvédelmi terület, melyet „A Vrangel-sziget és környezete természeti rendszere” összefoglaló néven 2004-ben felvettek az UNESCO világörökség listájára.

## Fekvése, részei
A Vrangel-sziget az é.sz. 71. és a k.h. 180. fokon, azaz a keleti és a nyugati félteke határán, az északi sarkkörtől mintegy 500 km-re északra fekszik. A szárazföldtől a legkeskenyebb részén 140 km széles De Long-szoros választja el.
A világörökségként nyilvántartott terület részei:
- A Vrangel-sziget; legnagyobb hosszúsága 150 km, legnagyobb szélessége 126 km, területe 7600 km².
- A tőle 64 km-re keletre fekvő Herald-sziget; területe mindössze 11 (26?) km².
- A szigetek körüli vízterület 12 tengeri mérföld sugarú körben.

A védett terület összesen 2 225 650 ha, ebből 1 430 000 ha tenger.

## Domborzat
A Vrangel-sziget legnagyobb része erősen tagolt vidék. Partjait lagúnák szabdalják, melyeket sok helyen homokpadok választanak el a tengertől. A sziget nagyobbik, középső részét elfoglaló hegyek három, párhuzamosan húzódó vonulatot alkotnak. A legalacsonyabb északi vonulat a part felé fokozatosan mocsaras síkságba megy át; a déli a tengerpart mentén húzódik; a sziget legmagasabb pontja a középső vonulathoz tartozó Szovjetszkaja-hegy, 1096 m. A völgyekben sok a  vízfolyás, kisebb folyó, közülük csak öt hossza haladja meg az 50 km-t. Tavasszal és nyáron a folyók bővizűek, ősszel utánpótlás híján sekély patakokká változnak. A mocsaras északi alföldet több száz kisebb tó borítja, az egész szigeten mintegy 900 tó található. Télen a folyók és a tavak fenékig befagynak.
A Herald-sziget legmagasabb pontja 372 m.

## Éghajlat
A Vrangel-sziget a sarki tundra övezetbe tartozik, éghajlata igen zord. A tél hosszú, kevéssé csapadékos és igen hideg, a januári középhőmérséklet −21 °C. A nyár hűvös, bár a Csendes-óceán felől gyakran melegebb, Szibériából néha forró és száraz légtömegek is érkeznek. A júliusi középhőmérséklet 2,4–3,6 °C, a hegyek közti mélyedésekben ennél jóval melegebb. A fagymentes időszak 2-3 hétig tart. Kevés a csapadék, éves átlaga 200 mm. A sarki éjszaka november közepétől január végéig tart.
| Hónap                         | Jan.  | Feb.  | Már.  | Ápr.  | Máj.  | Jún.  | Júl. | Aug. | Szep. | Okt.  | Nov.  | Dec.  | Év    |
| ----------------------------- | ----- | ----- | ----- | ----- | ----- | ----- | ---- | ---- | ----- | ----- | ----- | ----- | ----- |
| Átlagos max. hőmérséklet (°C) | −19,2 | −21,1 | −19,8 | −13,3 | −4,1  | 3,0   | 5,3  | 4,5  | 0,8   | −5,4  | −11,9 | −18,1 | −8,2  |
| Átlaghőmérséklet (°C)         | −22,3 | −25,2 | −24,7 | −18,0 | −6,7  | 0,3   | 2,4  | 2,1  | −0,9  | −8,0  | −14,8 | −21,3 | −11,3 |
| Átlagos min. hőmérséklet (°C) | −26,7 | −28,6 | −27,6 | −21,2 | −9,8  | −1,5  | 0,6  | 0,2  | −2,9  | −10,2 | −18,0 | −24,7 | −14,1 |
| Rekord min. hőmérséklet (°C)  | −42,0 | −44,6 | −45,0 | −38,2 | −31,5 | −12,3 | −4,9 | −6,5 | −21,4 | −29,8 | −34,9 | −57,7 | −57,7 |
| Átl. csapadékmennyiség (mm)   | 16    | 9     | 9     | 8     | 8     | 13    | 23   | 28   | 22    | 15    | 17    | 11    | 179   |
| Forrás: Pogoda.ru.net         |       |       |       |       |       |       |      |      |       |       |       |       |       |

## Természeti rendszer, élővilág

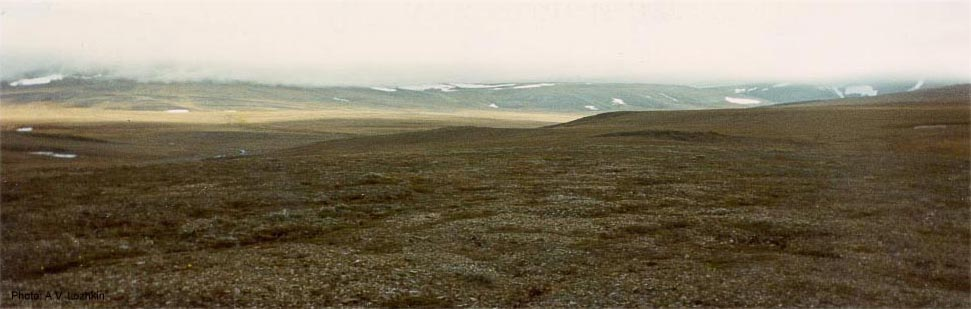
Sarki tundra a Vrangel-szigeten

A terület valaha a szárazföld – az ún. Bering-föld – része volt, de amióta elvált attól, természeti rendszere önállóan fejlődött. Itt az evolúció folyamata soha nem szakadt meg teljesen, mivel a jégkorszakban a sarki térségnek ezt a részét alig érintette a negyedkori eljegesedés. Az eredeti arktikus növényzet nem pusztult ki teljesen, a szárazföldön később elterjedt fajok pedig a tengeren nem juthattak át.

### Növényvilág
A szigeten az arktikus tundra az uralkodó, a hegyek alsó és középső lejtőin füves-zuzmós, helyenként törpecserjés tundra. Egyes középső területeken gyakori az arktikus és a délebbi – erdős sztyepp vagy sztyepp – reliktum fajok, virágos növények együttélése. A hegycsúcsokon ritka mohás és zuzmós foltok találhatók. A mocsaras síkság tőzegmohás, sással benőtt részein törpefűzesek fordulnak elő, a talajon szétterülő vagy alig 1 m-re megnövő fácskákkal.
Kis területe ellenére a szigetet nagy fajgazdagság jellemzi. Az edényes növények közül eddig 417 fajt és alfajt azonosítottak, többet, mint az egész kanadai szigetvilágban. 25 endemikus növényfaj és -alfaj él itt – az egykori melegebb klímájú Bering-föld maradványai – ez több, mint bármely más arktikus szigeten, Grönlandot is ideértve.
A jelenlegi növénytakaró közel 3%-a endemikus fajokból áll, köztük például egy pázsitfűféle (Poa wrangelica) vagy pipacs-félék (Papaver gorodkovii, Papaver lapponicum).
Különösen a folyóvölgyekben találnak menedéket az olyan ritka, pleisztocén reliktumfajok, mint egy pimpó-féle (Potentilla wrangelii), egy fűféle (Hierochloe vrangelica) vagy az apró csajkavirág (Oxytropis uniflora).

### Állatvilág

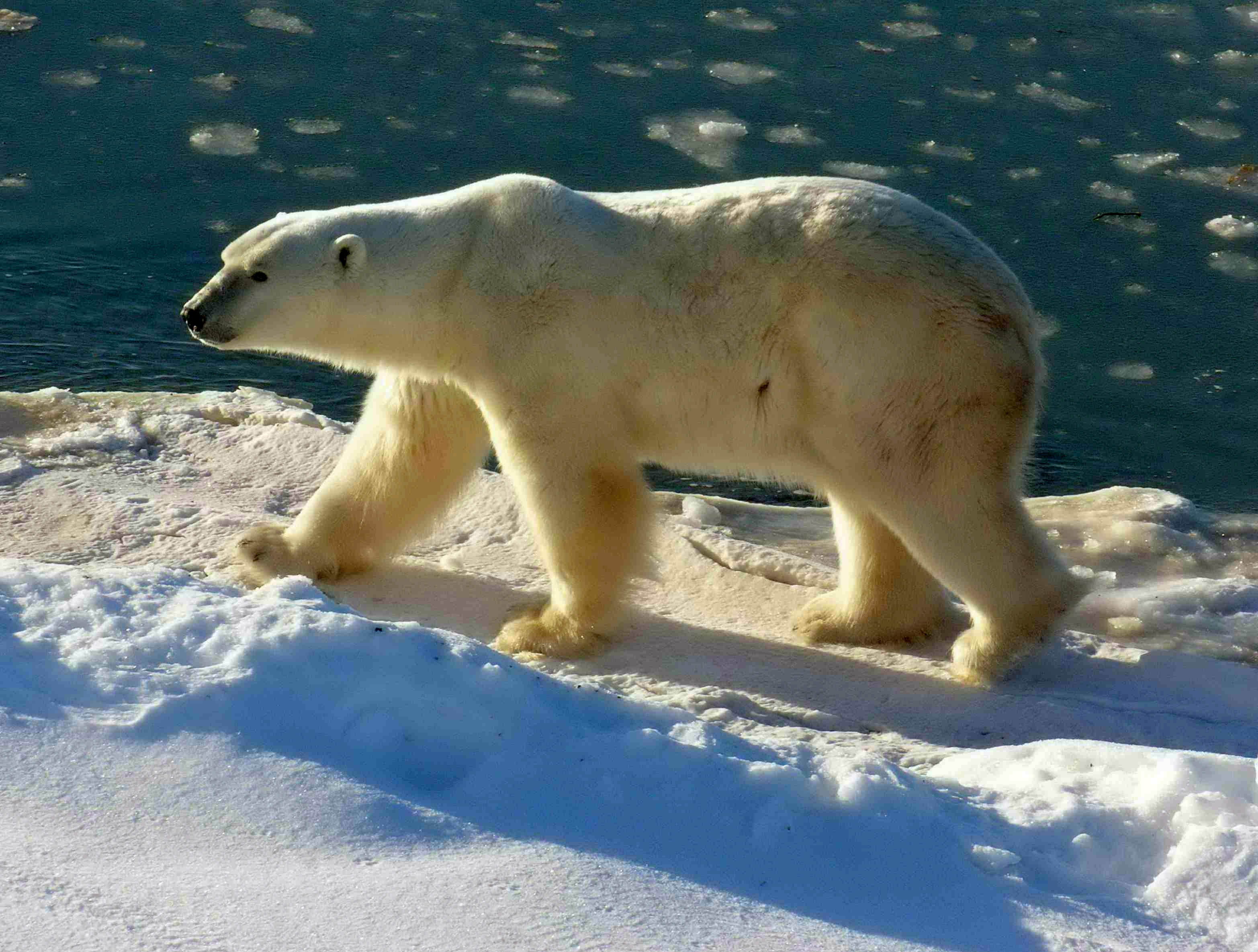
Jegesmedve

A két sziget és a környező vízterület egész sor ritka és fokozottan védett állat- és madárfajnak ad otthont.
Az emlősök közül állandó szigetlakó a sarki róka és egy kis rágcsáló, a lemming; valamint az 1950-es évek  elején betelepített rénszarvas és az Arktisz igen ritka, legnagyobb patás állata, az 1975-ben Amerikából betelepített pézsmatulok (Ovibos moschatus). Ősszel a környező jégtáblákról csapatostul érkeznek a vemhes jegesmedvék, hogy a tél folyamán világra hozzák bocsaikat. Még a kis Herald-szigeten is mintegy 100 szülőbarlangjukat számolták össze. A szigeteket a jegesmedvék legnagyobb sarkvidéki "szülőotthonának" nevezik.
Nyár végén a jégmentes partokat rozmárok tízezrei lepik el, legnagyobb pihenőhelyeik a Vrangel-szigeten a délnyugati Blosszom-fok, a Herald-szigeten a Dmitrijev-fok. Itt van a csendes-óceáni térség legnagyobb rozmár-populációja. A part menti vizekben sok a fóka, köztük több ritka faj, például a csíkos fóka.
Nyaranta a környező vizeken tartózkodnak a szürke bálnák (Eschrichtius gibbosus), melyek Kalifornia és Mexikó partjainál telelnek, és a belugák (Delphinapterus leucas), de gyakran erre vetődnek más bálnafajok is, köztük a ritka grönlandi bálnák.
A madárvilágot a sarki viszonyokhoz képest igen nagy gazdagság jellemzi. A 169 feljegyzett madárfaj szinte mindegyike költöző madár, 62 faj itt is fészkel. A meredekebb keleti és nyugati partokon találhatók a Csukcs-tenger legnagyobb madárkolóniái, és ez a legészakibb fészekrakó helye sokféle költöző madárnak, köztük olyan veszélyeztetett fajokénak is, mint az északi kerecsensólyom és a vándorsólyom. A szigetek állandó lakója az északi sarkvidék ismert ragadozója, a hóbagoly (Bubo scandiaca), melynek fő tápláléka a lemming.
A természetvédelmi terület létesítésének egyik fő oka egy fokozottan védett vadlúdfaj, az itt fészkelő sarki lúd (Anser caerulescens) volt. Kedvelt helyei az itteni védett folyóvölgyek, legnagyobb kolóniájuk akár több százezer egyedből is állhat. A sarki vadlúdnak ez az egyetlen jelentős populációja egész Ázsiában.
A Vrangel-sziget déli partján 3400 éves neolitikus település nyomait fedezték fel. A maradványok között gyapjas mamut és törpe gyapjas mamut (Mammuthus primigenius vrangeliensis) csontjait, agyarait találták. Ezek a mamutok 7000 – 3700 évvel ezelőtt éltek a szigeten, azaz kihalásuk korábban ismert időpontjánál 6000 évvel később.